# Moolooíta
La moolooíta es un mineral de la clase de los minerales compuestos orgánicos. Fue descubierta en 1986 en una mina de la pequeña localidad de Mooloo Downs en Australia Occidental (Australia), siendo nombrada así por el nombre de esta localidad. Un sinónimo es su clave: IMA1980-082.

## Características químicas
Este mineral químicamente es un oxalato de cobre hidratado natural, una sal cúprica del ácido oxálico.

## Formación y yacimientos
Se ha encontrado en Australia afloramientos a la superficie de vetas de cuarzo con minerales de sulfuro de cobre. Se piensa que se formó a partir de una reacción química entre guano de ave y minerales de cobre secundarios solubles.
En Francia se ha encontrado en una mina acumulado cerca de las raíces de los árboles.
Suele encontrarse asociado a otros minerales como: sílice opalina, sampleíta, libethenita, brochantita, antlerita, atacamita, whewellita, calcopirita, digenita, covelita, yeso, barita o jarosita.